# زمین‌لرزه ۱۴۰۰ بندر گناوه
زلزله ۱۴۰۰ بندر گناوه به بزرگی ۵٫۹، مرز استان‌های بوشهر و فارس، حوالی بندر گناوه (در استان بوشهر) را لرزاند. این زلزله ۲۹ فروردین ساعت ۱۱:۱۱:۵۰ در ژرفای ۱۰ کیلومتری رخ داد. زمین‌لرزه در ۲۸ کیلومتری شمال شرق بندر گناوه روی داد و شدت زمین‌لرزه به گونه‌ای بود که در شهرستان‌های شمالی استان بوشهر به شدت و در دیگر شهرستان‌ها و استان‌های هم‌جوار نیز احساس شده‌است. این چهارمین زمین لرزه متوالی در گناوه در چند ماه اخیر است. این زمین لرزه پس لرزه های فراوانی را به همراه داشت که بزرگترین آنها با بزرگی 5.2 در روز 9 مهرماه 1400 رخ داد. 

## موقعیت و مشخصات
مرکز لرزه‌نگاری ایران این زمین لرزه را در ساعت ۱۱:۱۱ روز ۲۹ فروردین ۱۴۰۰ در عمق ۱۰ کیلومتری زمین با موقعیت جغرافیایی این زمین لرزه را در طول جغرافیایی ۵۰٫۷۲ شرقی و عرض ۲۹٫۷۶ شمالی و کانون آنرا در ۲۸ کیلومتری شمال شرق بندر گناوه ثبت کرد. پس‌لرزه‌های ان در شیراز، یاسوج و امیدیه نیز احساس شد.

### فواصل مکانی
- محل وقوع:
  - حوالی مرز استان‌های فارس و بوشهر (در استان بوشهر)
- نزدیک‌ترین شهرها:
  - ۲۸ کیلومتری شمال شرق بندر گناوه (بوشهر)
  - ۳۱ کیلومتری بندر ریگ (بوشهر)
  - ۴۱ کیلومتری شبانکاره (بوشهر)
- نزدیکترین مراکز استان:
  - ۹۱ کیلومتری بندر بوشهر (بوشهر)
  - ۱۳۱ کیلومتری یاسوج (کهگیلویه و بویراحمد)

## پس‌لرزه‌ها
- ۵٫۹ ریشتر -ساعت: ۱۱:۱۱:۵۰ (لرزه اصلی)
- ۴٫۵ ریشتر -ساعت: ۱۱:۲۵:۵۷
- ۳٫۹ ریشتر -ساعت ۱۱:۳۳:۱۰
- ۴٫۴ ریشتر -ساعت: ۱۱:۴۰:۴۰‎[۸]
- ۳٫۵ ریشتر -ساعت:۱۲:۰۰:۰۷
- ۳٫۷ ریشتر -ساعت: ۱۲:۱۷:۰۲
- ۴ ریشتر -ساعت: ۱۲:۲۹:۳۶‎[۳]
- ۳٫۹ ریشتر -ساعت: ۱۲:۴۷:۵۴

## خسارت
با توجه به اینکه این زمین لرزه در روز رخ داده‌است تا کنون تلفات جانی نداشته باشد. ۳۰ روستا واستان‌های هم جوار درگیر هستند. و احتمال خرابی گسترده ساختمانی ۱۰ روستای استان بوشهر می‌رود. زمین لرزه باعث قطعی برق، تلفن و اینترنت در گناوه شد.
بخش‌های خشت و کنارتخته از توابع کازرون، نزدیکترین نقاط استان فارس به کانون زمین لرزه بودند که بنا بر اعلام بخشداران این مناطق، زمین لرزه خسارتی در این بخش‌ها به دنبال نداشته‌است.
زلزله گناوه به تأسیسات نفت و گاز گچساران خسارت جرئی وارد کرد. بر اثر زمین لرزه یکی از توربین‌های تلمبه خانه گوره از سرویس خارج شد.
بر اثر ریزش کوه در زلزله ۵٫۹ ریشتری گناوه، بی‌بی حکیمه خاتون در این شهرستان دچار خسارت شد. بر اثر سقوط سنگ و ریزش کوه، بخشی از آشپزخانه، سقاخانه و پارکینگ این زیارتگاه دچار خسارت شدند.

## امدادرسانی
رئیس سازمان اورژانس کشور از اعزام تیم‌های واکنش سریع اورژانس و ۴ تیم ارزیاب اورژانس خبر داد.
۵۰ آمبولانس از استان‌های همجوار، پنج اتوبوس آمبولانس و سه بیمارستان صحرایی از شهرکرد، شیراز و اصفهان به حالت آماده باش درآمدند.